# Adjei Kojo
5° 41′ 07″ N, 0° 03′ 56″ L
Adjei Kojo é uma pequena cidade no distrito eleitoral de Tema West, na região da Grande Accra, em Gana, que faz fronteira com Ashaiman. A cidade é mais conhecida pela Escola Estadual Tetteh Ocloo para Surdos.